# أنطونيو لاتيمر
أنطونيو لاتيمر (بالإسبانية: Antonio Látimer) مواليد 26 نوفمبر 1978، هو لاعب كرة سلة بورتوريكي. بدأ مسيرته الاحترافية في سنة 1994. حقق المركز الثالث في بطولة أمم الأمريكتين لكرة السلة 2003.

## الميداليات
| الميدالية | المسابقة                             |
| --------- | ------------------------------------ |
| برونزية   | بطولة أمم الأمريكتين لكرة السلة 2003 |
| برونزية   | دورة الألعاب الأمريكية 1999          |
| برونزية   | دورة الألعاب الأمريكية 2003          |

## روابط خارجية
- أنطونيو لاتيمر على موقع الاتحاد الدولي لكرة السلة (الإنجليزية)
- أنطونيو لاتيمر على موقع كرة السلة الأوروبية.كوم (الإنجليزية)
- أنطونيو لاتيمر على موقع ريلجم (الإنجليزية)
- أنطونيو لاتيمر على موقع بروبوليرز (الإنجليزية)